# Олден (Њујорк)
Олден (енгл. Alden) град је у америчкој савезној држави Њујорк.

## Демографија
По попису из 2010. године број становника је 2.605, што је 61 (-2,3%) становника мање него 2000. године.
| Група             | 2000.         | 2010.         |
| Белци             | 2.627 (98,5%) | 2.525 (96,9%) |
| Афроамериканци    | 9 (0,3%)      | 14 (0,5%)     |
| Азијати           | 15 (0,6%)     | 31 (1,2%)     |
| Хиспаноамериканци | 5 (0,2%)      | 12 (0,5%)     |
| Укупно            | 2.666         | 2.605         |